# Mizuho Financial Group
Mizuho Financial Group är ett japanskt finansbolag som genom sina dotterbolag levererar bank och finansiella tjänster såsom allmän bank, värdepappersmäklare, fonder, försäkringstjänster, kontanttjänster och kapitalförvaltning. Mizuho har kontor och verksamhet globalt. Bolaget grundades 2003 och har sitt huvudkontor i Tokyo, Japan.